# Giáo phận vương quyền Münster
Giáo phận vương quyền Münster (tiếng Đức: Fürstbistum Münster, Bistum Münster hoặc Hochstift Münster) là một Thân vương quốc giáo hội lớn trong Đế chế La Mã Thần thánh, nằm ở phía Bắc của bang Nordrhein-Westfalen và phía Tây của bang Niedersachsen, Đức ngày nay. Từ thế kỷ XVI đến thế kỷ XVIII, nó thường được tổ chức dưới sự liên minh cá nhân với một hoặc nhiều thân vương quốc giáo hội lân cận như Tuyển hầu xứ Cologne, Giáo phận vương quyền Paderborn, Giáo phận vương quyền Osnabrück, Giáo phận vương quyền Hildesheim và Giáo phận vương quyền Liège.
Münster giáp các Tỉnh Thống nhất ở phía Tây, Công quốc Cleves, Vest Recklinghausen và Bá quốc Mark ở phía Nam, Giáo phận vương quyền Paderborn và Giáo phận vương quyền Osnabrück ở phía Đông. Ở phía Bắc và Đông Bắc giáp Đông Frisia, Công quốc Oldenburg và Tuyển hầu xứ Hannover (ước tính năm 1692).
Giống như tất cả các Giáo phận vương quyền khác của Đế quốc La Mã Thần thánh, điều quan trọng là phải phân biệt giữa Giáo phận vương quyền Münster và Giáo phận Münster mặc dù cả hai thực thể đều được cai trị bởi cùng một cá nhân. Các giáo phận nói chung lớn hơn các Giáo phận vương quyền tương ứng và ở những khu vực vượt ra ngoài phạm vi của Giáo phận vương qyền thì quyền lực của Giám mục vương quyền hoàn toàn chỉ là giám mục bình thường và bị giới hạn trong các vấn đề tâm linh.